# Mito di Er
Il mito di Er è uno dei miti descritti nelle opere del filosofo greco Platone. Narrato in una delle sue opere più ampie, La Repubblica, in conclusione del Libro X, l'ultimo, è considerato uno dei più importanti miti escatologici dei dialoghi di Platone. I suoi contenuti sono ispirati in maniera rilevante dal mito orfico e pitagorico della metempsicosi, ma contiene anche l'affermazione di una nuova responsabilità morale nei confronti del proprio destino dopo la morte, concetto questo in parte estraneo alla concezione tradizionale greca della vita e della morte.

## Racconto
Il mito narra di Er, figlio di Armenio, un soldato valoroso originario della Panfilia, morto in battaglia che, mentre stava per essere arso sul rogo funebre, si ridestò dopo dodici giorni dal sonno mortale e raccontò quello che aveva visto nell'aldilà. La sua anima appena uscita dal corpo si era unita a molte altre e camminando era arrivata in un luogo divino dove i giudici delle anime sedevano tra quattro aperture, due per chi andava e veniva dal cielo e le altre due per chi andava e veniva dalle profondità della terra. I giudici esaminavano le anime e ponevano sul petto dei giusti e sulle spalle dei malvagi la sentenza ordinando ai primi di salire al cielo e agli altri di andare sottoterra. Avevano quindi ordinato a Er di ascoltare e guardare ciò che avveniva in quel luogo per poi raccontarlo.
Dalle voragini intanto uscivano delle anime sporche e lacere che avevano viaggiato per 1000 anni, in cielo o sottoterra, per espiare le loro colpe. Chi in vita aveva commesso ingiustizie veniva punito con una pena 10 volte superiore al male commesso, mentre le buone azioni venivano premiate nella stessa misura. Tutti i castighi inflitti erano temporanei, meno quelli riservati ai tiranni come Ardieo, despota di una città della Panfilia che aveva ucciso il vecchio padre e il fratello maggiore e aveva compiuto molte altre nefandezze. Quando i più malvagi, come i tiranni, tentavano di uscire dalla voragine questa emetteva una sorta di muggito e allora venivano presi, scorticati e rigettati negli Inferi.

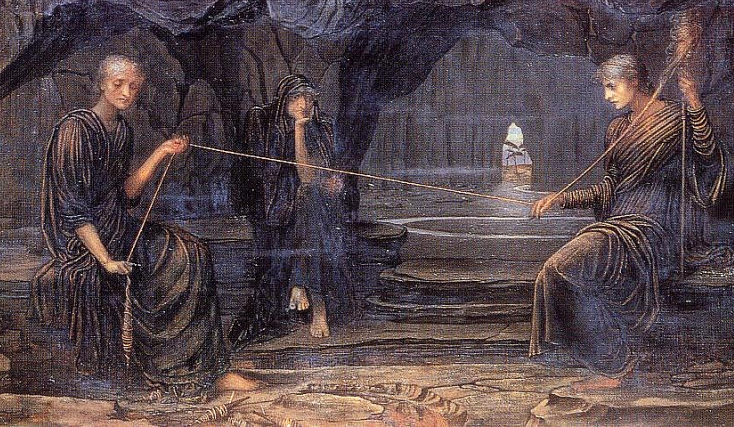
Le Moire Cloto e Lachesi intente ad attorcere e avvolgere il filo del fato. La Moira Atropo siede nell'attesa inesorabile di reciderlo - John Strudwick, A Golden Thread (Un filo prezioso), 1885 (olio su tela)

Le anime rimaste per sette giorni in quel luogo venivano poi costrette a camminare per quattro giorni fino a quando giungevano in vista di una specie di arcobaleno dove a un capo pendeva il fuso, simbolo del destino, posato sulle ginocchia della dea Ananke (Necessità). Il fuso aveva come peso otto vasi concentrici rotanti disposti uno dentro l'altro. Su ogni cerchio vi era una Sirena che emetteva il suono di una sola nota che unendosi alle altre formava un'armonia.
Le figlie di Ananke, le tre Moire, sedevano in cerchio poco distanti dalla madre: Cloto filava e cantava il presente, Lachesi, il passato, e Atropo, "colei che non può essere dissuasa", il futuro.
Un araldo presentava le anime disposte in fila a Lachesi e, dopo aver preso dalle sue ginocchia un gran numero di sorti e modelli di vita, procedeva al sorteggio dell'ordine di scelta, avvertendo che ognuno sarebbe stato responsabile della sua scelta e che nessuno sarebbe stato troppo svantaggiato, poiché anche chi avesse scelto per ultimo avrebbe comunque avuto più modelli di vita tra cui scegliere.
Er raccontava poi come le anime sceglievano, oltre che in base alla fortuna del sorteggio, secondo le abitudini contratte nella vita precedente.  Un'anima che era venuta dall'alto dei cieli e che era stata virtuosa solo per abitudine e che aveva vissuto in una città ben governata, per desiderio di novità aveva scelto frettolosamente la vita di un tiranno per accorgersi poi, rimproverando la sua cattiva sorte, come questa fosse carica di dolori. Le anime provenienti dal basso invece avevano imparato dalle loro esperienze terrene e avevano scelto con maggiore giudizio. Ad esempio, Agamennone, per ostilità verso il genere umano dovuta alle sofferenze patite aveva scelto di vivere come un'aquila; Orfeo, che non voleva nascere da grembo di donna per l’odio che nutriva verso il sesso femminile che aveva cagionato la sua morte, aveva preferito la vita di un cigno; Odisseo, stanco di rischiose avventure, aveva preferito la vita di un qualsiasi uomo tranquillo.
Dopo aver compiuto la scelta, ogni anima riceveva da Lachesi il daimon, il genio tutelare, che avrebbe sorvegliato che si compisse la vita prescelta; quindi l'anima doveva andare da Cloto, a confermare il suo destino, e infine da Atropo che lo rendeva immutabile. Le anime poi s'incamminavano attraverso la deserta e calda pianura del Lete e, fermatesi per riposare sulle sponde del fiume Amelete, tutte, tranne Er, furono obbligate a bere l'acqua che dà l'oblio, e chi non era saggio ne beveva smodatamente. Giunta la notte, le anime stavano dormendo quando a mezzanotte un terremoto le gettò nella nuova vita assieme a Er, che, svegliatosi sulla pira funebre, poté raccontare come, conservando la memoria dell'esperienza passata, si può vivere serenamente una vita giusta e saggia in questo e nell'altro mondo.

## Interpretazione del mito
Il mito, che in Platone è una forma letteraria-filosofica per teorizzare in modo verosimile ed attraente ciò che non può essere dimostrato razionalmente, può essere inteso come un tentativo di dimostrare la presenza contemporanea nella vita umana della libertà, del caso e della necessità, come insegnano le parole della Moira Lachesi:
Quindi il caso non assicura una scelta felice, mentre determinanti potranno essere i trascorsi dell'ultima reincarnazione. Scegliere, nella visione platonica, significa infatti essere coscienti criticamente del proprio passato, per non commettere più errori e avere una vita migliore. Le Moire renderanno poi la scelta della nuova vita immodificabile: nessuna anima, infatti, una volta operata la scelta, potrà cambiarla e la sua vita terrena sarà segnata dalla necessità.
Le anime si disseteranno con le acque del fiume Lete, ma quelle che lo hanno fatto in maniera smodata dimenticheranno la vita precedente, mentre i filosofi, che, guidati dalla ragione, hanno bevuto poco o niente, manterranno il ricordo del mondo delle idee, di modo che, riferendosi ad esse, potranno ampliare la loro conoscenza durante la nuova vita ispirata e guidata dal proprio genio tutelare.

## Importanza ed eredità
Il mito di Er ebbe notevole influsso sul Rinascimento, nella concezione dell'uomo come artefice del proprio destino e nella preferenza per la vita attiva, la convinzione che la virtù prevale sempre sulla sorte buona o nefasta.